# 蔡其华
蔡其华（1955年7月16日—），籍贯江苏江都，出生地安徽蚌埠，女，中华人民共和国政治人物、水利工程师，中国共产党党员。

## 生平
1974年2月参加工作，1988年8月加入中国共产党。合肥工业大学水利系农田水利专业毕业，大学本科学历。历任安徽省水利厅副处长，省治淮领导小组办公室第一副主任，省水利厅副厅长、厅长；水利部长江水利委员会主任等职。
2012年10月至2015年10月，任水利部副部长。2018年1月，当选第十三届全国政协委员。